# Pedro Delgado
Pour les articles homonymes, voir Delgado.
Delgado  Robledo est un nom espagnol. Le premier nom de famille, en général paternel, est Delgado ; le second, en général maternel, souvent omis, est Robledo.

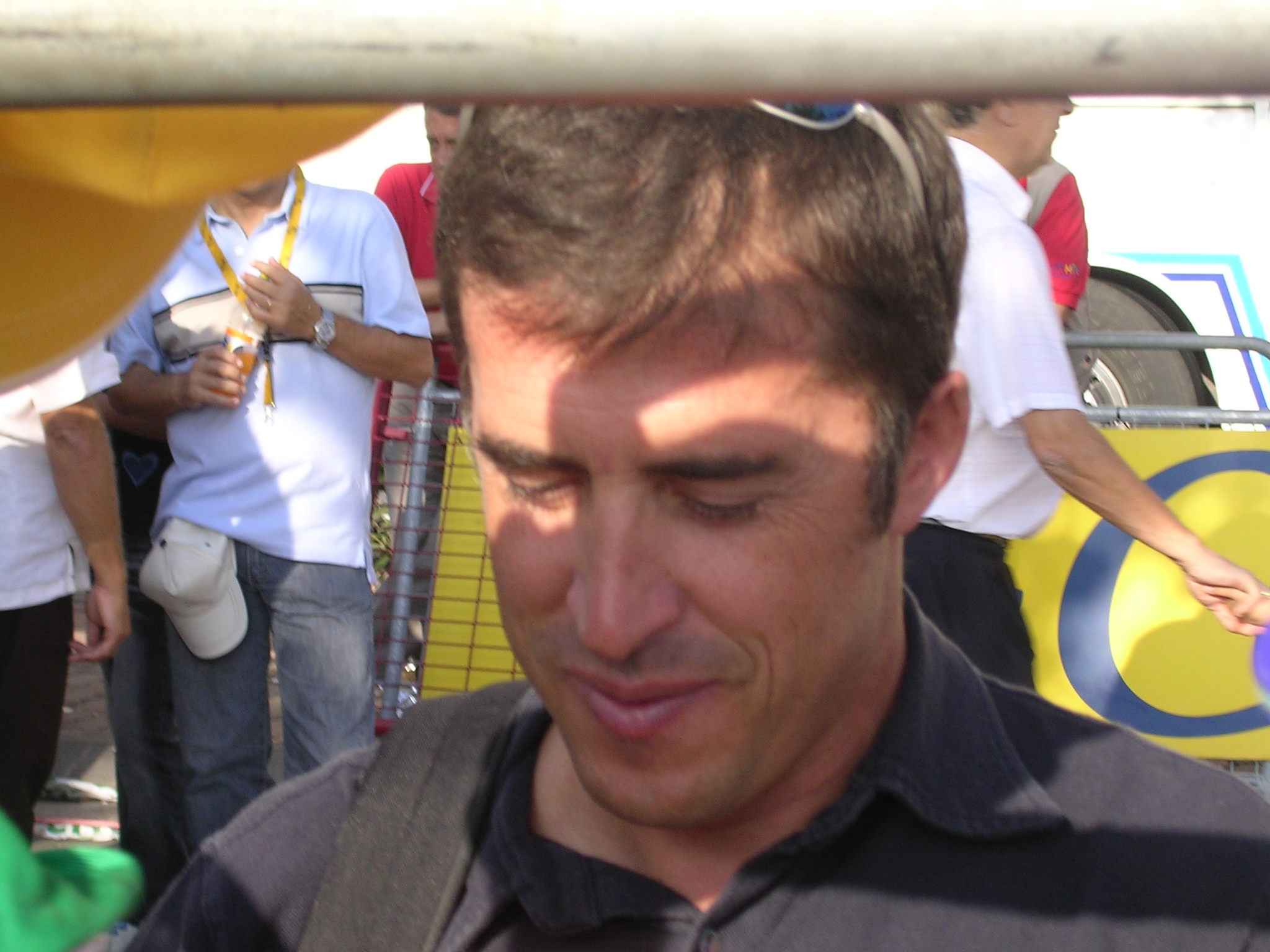
Pedro Delgado lors du Tour d'Espagne 2004

Pedro Delgado Robledo (né le 15 avril 1960 à Ségovie) est un coureur cycliste espagnol. Professionnel de 1982 à 1994, il a notamment remporté le Tour de France 1988 et deux Tours d'Espagne (en 1985 et 1989). Comme Gino Bartali et Felice Gimondi, il a terminé 18 fois parmi les dix premiers des grands tours. C'était le record jusqu'à ce qu'Alejandro Valverde le battît avec 19 positions parmi les dix premiers.

## Biographie
Professionnel en 1982, Pedro Delgado se révèle sur le Tour de France 1983 où il prouve ses qualités de grimpeur aux côtés de son coéquipier Ángel Arroyo. Deux ans plus tard, il remporte le Tour d'Espagne en résistant à une offensive de l'Écossais Robert Millar à la veille de l'arrivée et ce à l'aide d'une coalition ibérique (cf Tour d'Espagne 1985).
Passé chez PDM en 1986, il doit abandonner le Tour où il joue une place sur le podium à cause du décès de sa mère. En 1987, il s'incline à la Vuelta (4e) avant de disputer la victoire dans le Tour de France. Au terme d'une course longue (25 étapes) et éprouvante, il ne s'incline que pour 40 secondes face à l'Irlandais Stephen Roche dans le contre-la-montre du Futuroscope l'avant-dernier jour.
Il retrouve l'Espagne et la formation Reynolds en 1988 et remporte le Tour de France préparé sur le Giro (7e). 
Il va gagner une seconde Vuelta en 1989 en résistant, à l'instar de 1985, à son adversaire direct Fabio Parra l'avant-dernier jour. Au Tour de France, il se présente, vêtu du maillot jaune de vainqueur sortant, avec un retard de 2 minutes et 47 secondes sur la rampe de lancement du prologue. Défaillant dans le contre-la-montre par équipes, il termine la deuxième journée de course à 7 minutes et 22 secondes de Laurent Fignon, l'autre favori, au classement général. Il réduit ensuite l'écart, notamment dans les Pyrénées où en deux étapes, il reprend 4 minutes à LeMond et Fignon. Il termine troisième à Paris.
En 1990, il termine deuxième de la Vuelta et quatrième du Tour. Malade, il reporte ses ambitions sur 1991. 
Tandis que Miguel Indurain, s'affirme au sein de l'équipe, Delgado est relégué à un rôle d'équipier. Il s'accommode de ce statut quatre saisons durant et met un terme à sa carrière en 1994, après avoir obtenu un cinquième podium à la Vuelta où deux ans plus tôt, il signa sa dernière victoire en ligne, sur les hauteurs des lacs de Covadonga.

## Mésaventures sur le Tour de France
En 1989, Pedro Delgado prend le départ du prologue avec 2 min 40 s de retard sur l'horaire officiel. « Selon son entourage, il avait mal lu l'heure sur sa montre-bracelet, celle-ci munie d'un cadran où n'apparaissaient pas les minutes. En plus, il avait mal interprété le geste par lequel son mécanicien l'invitait à gagner la plateforme du départ et, plutôt que de s'approcher en hâte, car le temps pressait, il avait tourné les talons ».
Il n'arrivera jamais à combler ce retard, et termine finalement 3e du Tour, derrière Greg LeMond et Laurent Fignon. Estimant le Tour déjà perdu, il courra dans l'ombre à la recherche du temps perdu. Il aurait terminé le Tour à 56 secondes du vainqueur s'il avait entamé le prologue à temps.

## Dopage
En 1988, à cinq jours de l'arrivée sur Paris, alors qu'il était leader du Tour de France, il est contrôlé positif au probénécide, un produit masquant permettant de dissimuler la prise de stéroïdes anabolisants. Il se trouve alors que le produit incriminé est bien interdit par le CIO, mais pas encore inscrit sur la liste de l'UCI (Union cycliste internationale). Il parvient à ne pas être exclu et remporte le Tour.

## Consultant pour TVE
Depuis 1994, Pedro Delgado commente les grands Tours cyclistes sur la chaîne de télévision publique TVE.

## Palmarès

### Palmarès amateur
- 1978
  - 1re et 2e étapes du Tour de Ségovie
  - 2e du Tour de Lleida
- 1979
  - 2ea étape de la Cinturón de Cataluña
  - 11e étape du Tour de l'Avenir
  - 3e de la Cinturón de Cataluña
- 1980
  - Tour de Tarragone
  - 8e étape du Baby Giro
  - 5e étape du Grand Prix Guillaume Tell
- 1981
  - Tour de Murcie

### Palmarès professionnel
| - 1982 - Saragosse-Sabiñánigo - 4ea étape du Tour de Cantabrie - 1reb étape du Tour de La Rioja (contre-la-montre par équipes) - 3e de la Classique de Saint-Sébastien - 1983 - 3ea étape du Tour des vallées minières - Tour d'Aragon : - Classement général - 2e étape - 2e de la Subida al Naranco - 1984 - 4e du Tour d'Espagne - 1985 - Tour d'Espagne : - Classement général - 6e étape - 17e étape du Tour de France - Challenge El Ciclista National - 2e de la Clasica Zizurkil - 3e du Tour de Murcie - 6e du Tour de France - 1986 - 12e étape du Tour de France - 2e du GP Camp de Morvedre - 2e de la Subida al Naranco - 3e de l'Escalade de Montjuïc - 6e du Tour de Suisse - 7e du Tour de Catalogne - 10e du Tour d'Espagne - 1987 - 19e étape du Tour de France - Challenge El Ciclista National - 2e du Tour de France - 3e du GP Camp de Morvedre - 4e du Tour d'Espagne - 7e du Tour de Catalogne - 1988 - Gran Premio Navarra - Tour de France : - Classement général - 13e étape - GP Náquera - 2e du Mémorial Manuel Galera - 6e du Tour de Romandie - 7e du Tour d'Italie - 8e de la Flèche wallonne - 9e du classement FICP - 1989 - Tour d'Espagne : - Classement général - 12e, 15e (contre-la-montre) et 20e (contre-la-montre) étapes - GP Náquera - 2e de la Semaine catalane - 2e de la Clásica de Alcobendas - 2e du Tour de Catalogne - 3e du Tour de France - 3e du Mémorial Manuel Galera - 3e de l'Escalade de Montjuïc - 4e de Liège-Bastogne-Liège - 4e du classement FICP | - 1990 - 2e étape de la Semaine catalane - Clásica de Alcobendas - Trofeo Comunidad Foral de Navarra - 2e du Tour d'Espagne - 3e du Tour de Catalogne - 4e du Tour de France - 10e du Championnat de Zurich - 1991 - Tour de Burgos : - Classement général - 5e étape (contre-la-montre par équipes) - Subida a Urkiola - Clásica a los Puertos - 2e de la Classique de Saint-Sébastien - 2e du Tour de Catalogne - 9e du Tour de France - 10e du Tour de Romandie - 1992 - 14e étape du Tour d'Espagne - 2e de la Subida a Urkiola - 3e du Tour d'Espagne - 5e de la Flèche wallonne - 6e du Tour de France - 1993 - Semaine catalane : - Classement général - 5eb étape (contre-la-montre) - 2e du Trofeo Calvia - 2e de la Klasika Primavera - 3e de Tour des Asturies - 6e du Tour d'Espagne - 9e du Tour de France - 1994 - 2e de Tour des Asturies - 2e de la Subida al Naranco - 2e du Mémorial Manuel Galera - 3e du Tour d'Espagne - 3e du Tour de Catalogne |  |

## Résultats sur les grands tours

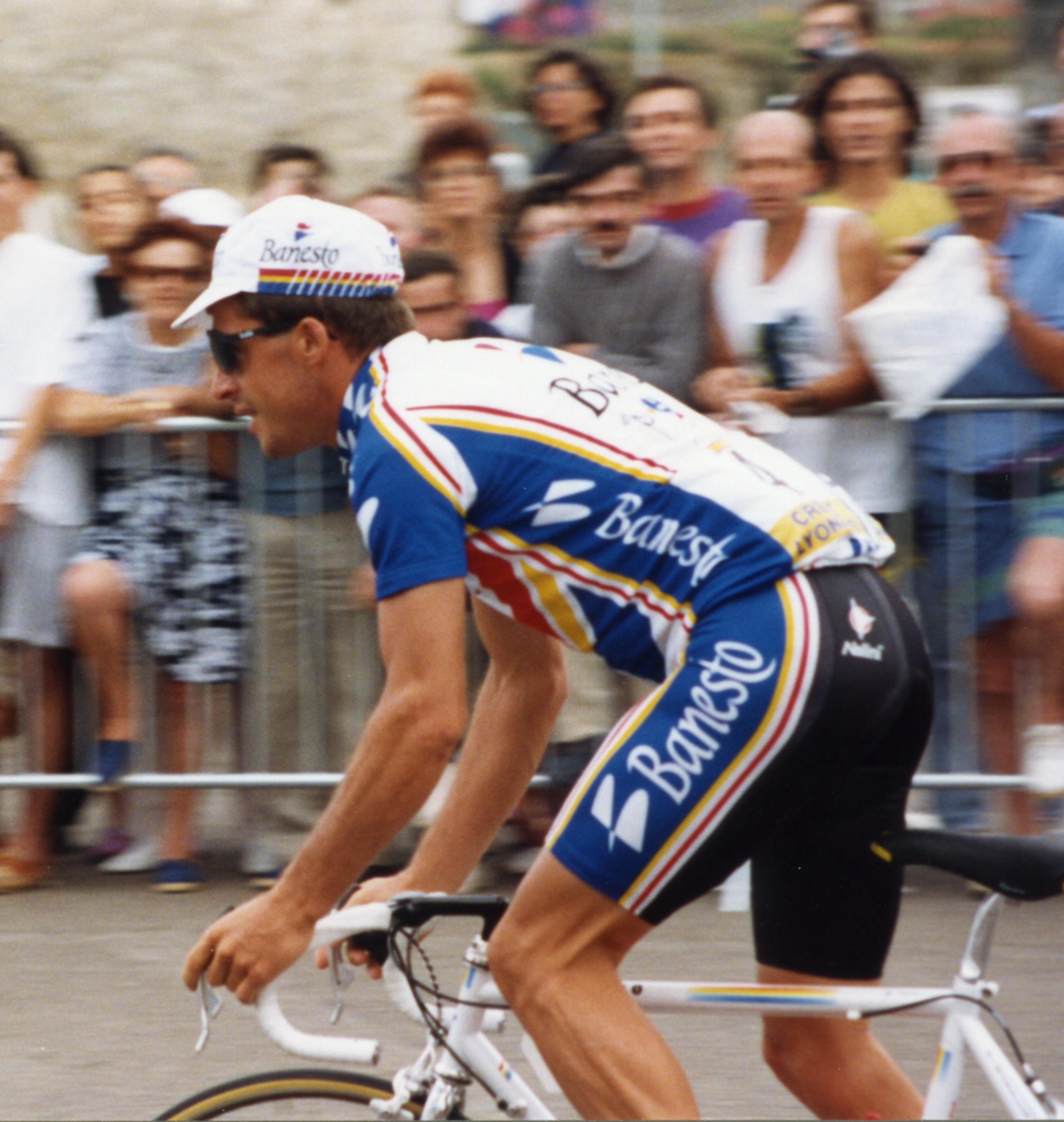
Pédro Delgado au Tour de France 1993

### Tour de France
11 participations
- 1983 : 15e
- 1984 : non partant (20e étape)
- 1985 : 6e, vainqueur de la 17e étape
- 1986 : abandon (18e étape), vainqueur de la 12e étape
- 1987 : 2e, vainqueur de la 19e étape,  maillot jaune pendant 4 jours
- 1988 :  Vainqueur du classement général, vainqueur de la 13e étape,  maillot jaune pendant 11 jours
- 1989 : 3e
- 1990 : 4e
- 1991 : 9e,  vainqueur du classement par équipes
- 1992 : 6e
- 1993 : 9e

### Tour d'Italie
2 participations
- 1988 : 7e
- 1991 : 15e

### Tour d'Espagne
11 participations
- 1982 : 29e
- 1983 : 15e
- 1984 : 4e,  maillot jaune pendant 5 jours
- 1985 :  Vainqueur du classement général, vainqueur de la 6e étape,  maillot jaune pendant 3 jours
- 1986 : 10e
- 1987 : 4e
- 1989 :  Vainqueur du classement général, vainqueur des 12e, 15e (contre-la-montre) et 20e (contre-la-montre) étapes,  maillot jaune pendant 7 jours
- 1990 : 2e
- 1992 : 3e, vainqueur de la 14e étape
- 1993 : 6e
- 1994 : 3e,  vainqueur du classement par équipes